# (32499) 2000 YS11
2000 YS11 (asteroide 32499) é um asteroide troiano de Júpiter. Possui uma excentricidade de 0.16208180 e uma inclinação de 16.76893º.
Este asteroide foi descoberto no dia 19 de dezembro de 2000 por NEAT em Haleakala.